# Ruppia
Ruppia (Ruppia) is een monotypisch geslacht uit de ruppiafamilie (Ruppiaceae).

## Ecologie
De soorten uit het geslacht ruppia zijn submerse waterplanten van brak tot (in mindere mate) zout water.

### Syntaxonomie
In de syntaxonomie staat het geslacht te boek als kentaxon voor de ruppia-klasse (Ruppietea). Het komt slechts zelden voor dat een geheel geslacht als kentaxon geldt voor een syntaxon.

## Verspreiding
Ruppia kent (evenals de ruppiafamilie) een kosmopolitische verspreiding.

## Naam
Carl Linnaeus vernoemde de wetenschappelijke naam Ruppia naar Duits botanicus Heinrich Bernhard Ruppius (1688–1719). De Nederlandse triviale geslachtsnaam 'ruppia' is afgeleid van de wetenschappelijke naam.